# إغريمة أليفة الصخور
غريميا أليفة الصخور (الاسم العلمي: Grimmia saxicola) هي نوع من النباتات تتبع جنس الغريميا من الفصيلة الغريمية.